# Suffocation
Suffocation – amerykańska grupa muzyczna wykonująca technical death metal, zaliczana do prekursorów gatunku. Powstała 1988 roku na Long Island w Nowym Jorku. Zespół do 1998 roku nagrał pozytywnie oceniane przez krytyków muzycznych trzy albumy studyjne po czym został rozwiązany. W 2002 roku grupa wznowiła działalność. Wydany w 2009 roku szósty album Suffoaction Blood Oath zadebiutował na 135. miejscu listy Billboard 200. Zespół dał szereg koncertów na całym świecie i uczestniczył w licznych festiwalach: Summer Breeze, Metalfest, Deathfest, Metal Up Your Ass, Mountains Of Death i Brutal Assault.

## Historia

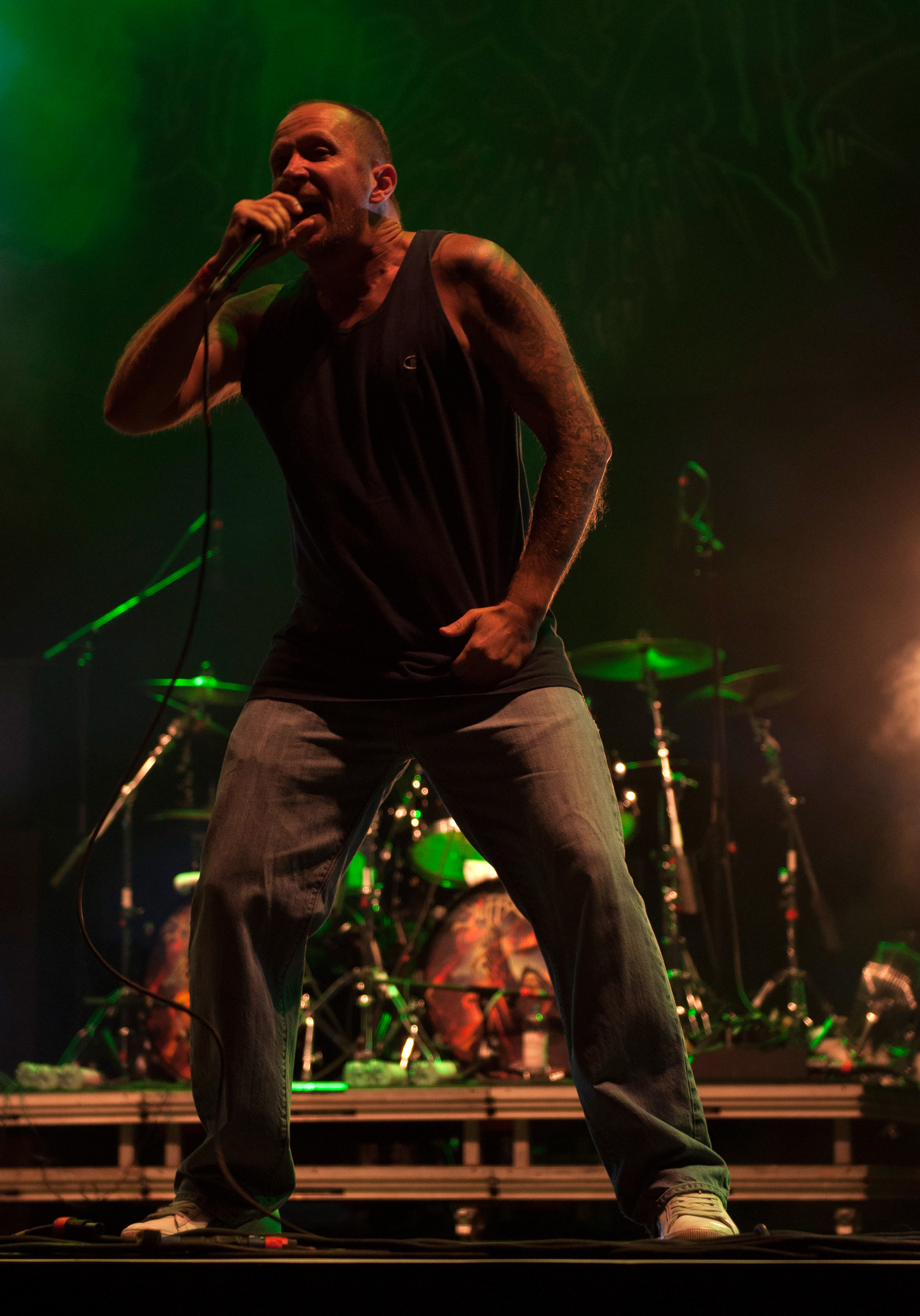
Frank Mullen, 2014

Zespół powstał w 1988 roku na Long Island w Nowym Jorku. Skład zespołu stanowili: basista Josh Barohn, gitarzyści Todd German i Guy Marchais oraz wokalista Frank Mullen. W 1990 roku z zespołu odeszli German i Guy Marchais, których zastąpili Terrance Hobbs i Doug Cerrito. Ponadto do składu dołączył perkusista Mike Smith. W odnowionym skład grupa zarejestrowała pierwsze demo. Nagrania pt. Reincremation ukazały się jeszcze w 1990 roku. 1 maja 1991 ukazał się pierwszy minialbum zespołu pt. Human Waste. Nagrania odbyły się w Recardamatt Studio we współpracy z Paulem Baginem. Natomiast 22 października tego samego roku kazał się debiutancki album Suffocation zatytułowany Effigy of the Forgotten. Gościnnie na albumie wystąpił George „Corpsegrinder” Fisher, który zaśpiewał w utworach „Reincremation” i „Mass Obliteration”.
18 maja 1993 roku ukazał się drugi album grupy pt. Breeding the Spawn. Nagrania odbyły się w studiu Noise Lab we współpracy z Paulem Baginem. Natomiast mastering odbył się w The Hit Factory DMS, który wykonał Chris Gebringer. 23 maja 1995 roku ukazał się rzeci album zatytułowany Pierced from Within. Nagrania został zarejestrowane w Morrisound Recording we współpracy z producentem muzycznym Scottem Burnsem.
W 2002 roku po czteroletniej przerwie grupa wznowiła działalność. Zespół w reaktywowanym składzie: Frank Mullen (wokal), Terrance Hobbs (gitara), Mike Smith (perkusja) i Josh Barohn (gitara basowa) wkrótce potem przystąpił do nagrań czwartego wydawnictwa Suffocation. Komentarz byłego basisty Suffocation – Chrisa Richardsa odnośnie do reaktywacji zespołu: „Niestety, informacja o reaktywacji zespołu jest prawdziwa. Mówię niestety, bo mam wrażenie, że dzieje się to z niewłaściwych powodów. W 1998 roku ja i ówczesny gitarzysta Doug Cerrito podjęliśmy decyzję, że nadszedł czas, aby Suffocation zakończył działalność. Zmierzaliśmy donikąd, a konflikty narosły do niebotycznych rozmiarów”.
W kwietniu 2004 roku zespół zagrał szereg koncertów w Stanach Zjednoczonych wraz z grupami Morbid Angel, Satyricon i Premonitions Of War. 17 maja tego samego roku nakładem Relapse Records ukazał się piąty album pt. Souls to Deny. Nagrania odbyły się w nowojorskim Full Force Studio we współpracy z inżynierem Joe Cincotta. Okładkę przygotował Dan Seagrave, który współpracował poprzednio z zespołem Morbid Angel.
W 2005 roku ukazał się pierwszy album koncertowy Suffocation pt. The Close of a Chapter. 19 września 2006 został wydany piąty album grupy pt. Suffocation. Nagrania odbyły się w Full Force Studio. Okładkę wydawnictwa przygotował teksański tatuażysta Jon Zig. Również w 2006 roku zespół odbył amerykańską trasę koncertową Strhess Tour z Shadows Fall oraz europejską z zespołem Obscura. Natomiast zimą 2006 roku wystąpił w Stanach Zjednoczonych wraz z grupami Fear Factory, Hypocrisy i Decapitated.
3 kwietnia 2007 roku zespół wystąpił po raz pierwszy w Polsce. Występ odbył się w szczecińskim klubie Słowianin. Koncert Suffocation poprzedziły występy Shadows Land oraz Dished. W 2008 roku zespół wziął udział w amerykańskiej trasie koncertowej Reunion Tour wraz z reaktywowanym brytyjskim zespołem Carcass. 1 i 2 czerwca tego samego roku zespół wystąpił w Warszawie oraz we Wrocławiu. Podczas koncertu wystąpiły również grupy Napalm Death i Warbringer.
W 2009 roku nakładem Nuclear Blast ukazał się szósty album grupy zatytułowany Blood Oath. Album został przed premierą udostępniony do odsłuchania w formie digital stream na oficjalnym profilu MySpace zespołu. Podczas nagrań muzycy współpracowali z producentem muzycznym Joe Cincotta. Miksowanie wykonał Zack Ohren, który współpracował z grupami All Shall Perish i Decrepit Birth. Natomiast okładkę przygotował Jon Zig. Wydawnictwo zadebiutowało na 135. miejscu listy Billboard 200, sprzedając się w nakładzie 3500 egzemplarzy w przeciągu tygodnia od dnia premiery. W ramach promocji został zrealizowany teledysk do utworu pt. „Cataclysmic Purification” w reżyserii Davida Brodsky’ego.

## Muzycy

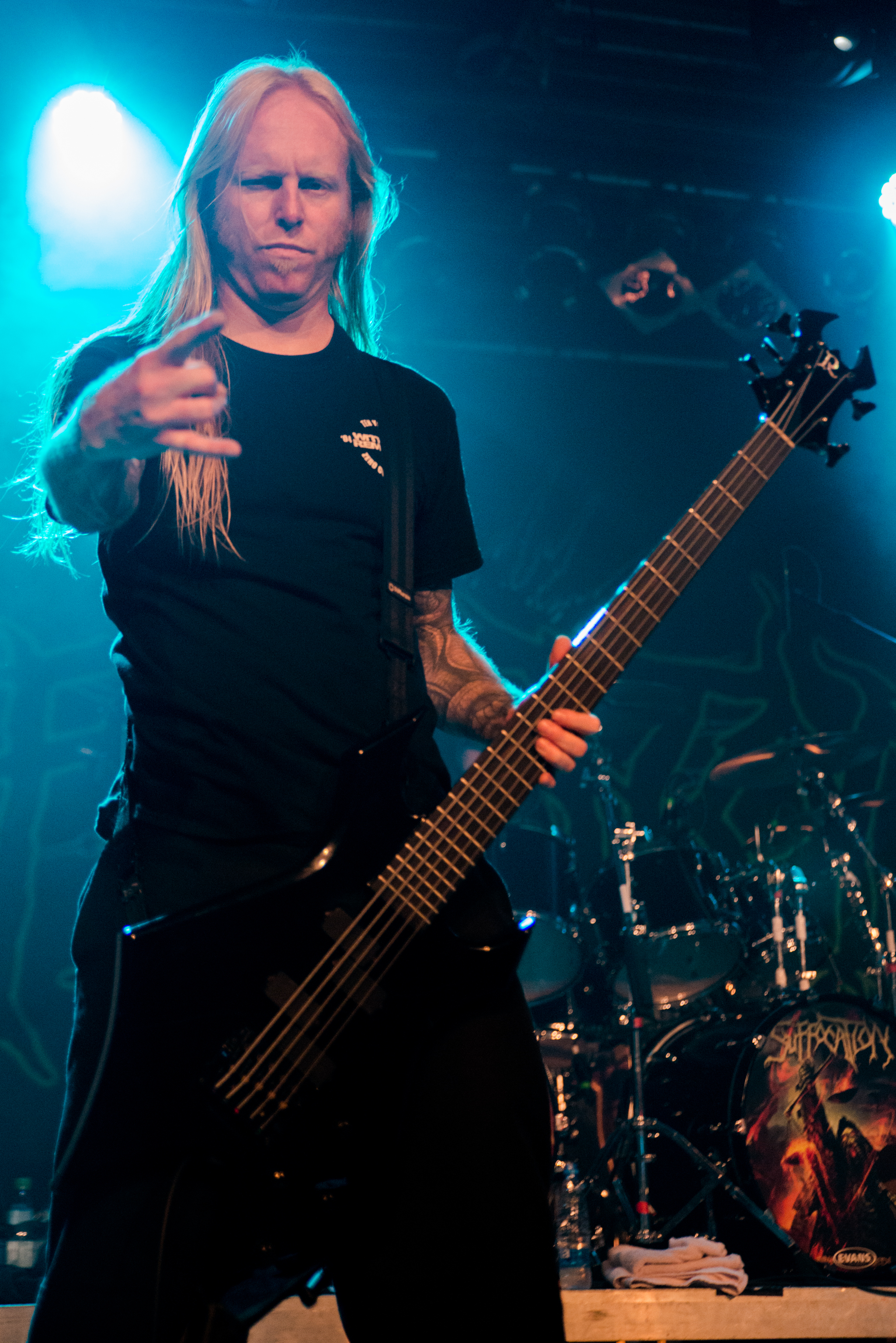
Derek Boyer, 2014

| Obecny skład zespołu - Frank Mullen – wokal prowadzący (1988–1998, od 2002) - Terrance Hobbs – gitara (1990–1998, od 2002) - Derek Boyer – gitara basowa (od 2004) - Eric Morotti – perkusja (od 2016) - Charlie Errigo – gitara (od 2016) |  | Byli członkowie zespołu - Josh Barohn – gitara basowa (1988–1991, 2002–2004) - Guy Marchais – gitara (1988–1990, 2003–2016) - Todd German – gitara (1988–1990) - Mike Smith – perkusja (1990–1994, 2002–2012) - Doug Cerrito – gitara (1990–1998) - Chris Richards – gitara basowa (1991–1998) - Doug Bohn – perkusja (1994–1996) - Dave Culross – perkusja (1996–1998, 2012–2014) - Kevin Talley – perkusja (2014–2016) |  | Muzycy koncertowi - Ricky Myers – wokal prowadzący (2014–2016) - Keith DeVito – wokal prowadzący (1995) - Kevin Talley – perkusja (1998, 2013–2014) - Bill Robinson – wokal prowadzący (2012) - John Gallagher – wokal prowadzący (2013) |

## Dyskografia
Albumy studyjne
| Effigy of the Forgotten                 | - Data: 22 października 1991 - Wydawca: Roadrunner Records | –   | –  | –  | –   | –   | –  |                  |
| Breeding the Spawn                      | - Data: 18 maja 1993 - Wydawca: Roadrunner Records         | –   | –  | –  | –   | –   | –  |                  |
| Pierced from Within                     | - Data: 23 maja 1995 - Wydawca: Roadrunner Records         | –   | –  | –  | –   | –   | –  |                  |
| Souls to Deny                           | - Data: 27 kwietnia 2004 - Wydawca: Relapse Records        | –   | –  | –  | –   | –   | –  |                  |
| Suffocation                             | - Data: 19 września 2006 - Wydawca: Relapse Records        | –   | 34 | –  | –   | –   | –  | - USA: 2,8 tys.+ |
| Blood Oath                              | - Data: 3 lipca 2009 - Wydawca: Nuclear Blast              | –   | 29 | 29 | –   | –   | –  | - USA: 5,7 tys.+ |
| Pinnacle of Bedlam                      | - Data: 15 lutego 2013 - Wydawca: Nuclear Blast            | 152 | 25 | 2  | 119 | 197 | 58 | - USA: 8,5 tys.+ |
| „–” oznacza, że album nie był notowany. |                                                            |     |    |    |     |     |    |                  |

Minialbumy
| Tytuł           | Dane dot. albumu                                    |
| --------------- | --------------------------------------------------- |
| Human Waste     | - Data: 1 maja 1991 - Wydawca: Relapse Records      |
| Despise the Sun | - Data: 30 kwietnia 1998 - Wydawca: Vulture Records |

Inne
| Tytuł                                                       | Dane dot. albumu                                       |
| ----------------------------------------------------------- | ------------------------------------------------------ |
| Reincremation (demo)                                        | - Data: lipiec 1990 - Wydawca: wydanie własne          |
| Live Death (split z Malevolent Creation, Exhorder i Cancer) | - Data: 1994 - Wydawca: Restless Records               |
| The Close of a Chapter (album koncertowy)                   | - Data: 2005 - Wydawca: wydanie własne                 |
| The Best of Suffocation (kompilacja)                        | - Data: 28 stycznia 2008 - Wydawca: Roadrunner Records |

## Teledyski
| Tytuł                      | Rok  | Reżyseria     | Album               | Źródło        |
| -------------------------- | ---- | ------------- | ------------------- | ------------- |
| „Synthetically Revived”    | 1995 | –             | Pierced From Within | [ 48 ]        |
| „Surgery Of Impalement”    | 2004 | Adam Wingard  | Souls To Deny       | [ 49 ]        |
| „Abomination Reborn”       | 2006 | Rick Carmona  | Suffocation         | [ 48 ]        |
| „Cataclysmic Purification” | 2009 | David Brodsky | Blood Oath          | [ 50 ] [ 51 ] |
| „As Grace Descends”        | 2013 | –             | Pinnacle of Bedlam  | [ 48 ]        |